# Scolopendra cretica
Scolopendra cretica jest europejskim gatunkiem osiągającym niewielkie rozmiary. Jest ona endemitem Krety. Dorosłe osobniki osiągają 7 cm długości. Czułki posiadają 18-21 członów, z czego pierwsze aż 13-15 członów jest połyskujące. Kolorystycznie jest bardzo zbliżona do typowego żółtego ubarwienia Scolopendra cingulata, najłatwiej ją rozpoznać właśnie po ilości połyskujących antenomerów. 

## Warunki
Charakterystyczne dla tej skolopendry lokalizacje to Canea, Daphnaes, Visari, Galos, Homalos, Askiphu. W naturze spotkać ją możemy pod kamieniami, spróchniałym drewnem czy wszelakich zagłębieniach ziemi na dobrze nasłonecznionych skalistych terenach.